# Chlorothraupis frenata
La tangara embridada, tangara aceitunada (en Perú) o tangara oliva (en Ecuador) (Chlorothraupis frenata), es una especie de ave paseriforme de la familia Cardinalidae, perteneciente al género Chlorothraupis, anteriormente clasificado en la familia Thraupidae. Es nativa de regiones andinas del noroeste y oeste de América del Sur.

## Distribución y hábitat
Se distribuye en el sur de Colombia por la base oriental de la cordillera de los Andes (Caquetá y Nariño), en Ecuador (a lo largo de la base oriental de los Andes del norte de Lumbaquí, en Sucumbíos; carretera Loja–Zamora en el extremo sureste), y base oriental de los Andes de Perú (San Martín al sur hasta Pasco, y desde Cuzco) al sur hasta el centro oeste de Bolivia (Cochabamba).
Esta especie es considerada bastante común, pero local, en sus hábitats naturales: el sotobosque y los bordes de selvas húmedas de estribaciones montañosas, en altitudes entre 500 y 1200 m.

## Sistemática

### Descripción original
La especie C. frenata fue descrita por primera vez por el ornitólogo alemán Hans von Berlepsch en 1907 bajo el nombre científico de subespecie Chlorothraupis carmioli frenata; su localidad tipo es: «Marcapata, Perú».

### Etimología
El nombre genérico masculino «Chlorothraupis» se compone de las palabras del griego «khlōros» que sinifica ‘verde’, y «θραυπίς thraupis», un pequeño pájaro desconocido, tal vez algún tipo de pinzón; en ornitología thraupis significa «tangara»; y el nombre de la especie «frenata», proviene del latín «frenatus», que significa ‘embridado’, ‘con frenillos’.

### Taxonomía
La presente especie fue descrita y tradicionalmente tratada como una subespecie de Chlorothraupis carmioli, pero ya era separada como especie plena por diversos autores y clasificaciones, como Ridgely & Tudor (2009), el Congreso Ornitológico Internacional (IOC), Aves del Mundo (HBW) y Birdlife International (BLI), y más recientemente Clements checklist/eBird, con base en diferencias de plumaje y vocalización y la gran separación geográfica. El Comité de Clasificación de Sudamérica (SACC), en la Propuesta No 950 ratificó esta separación; así como también el Comité de Clasificación de Norte y Mesoamérica (N&MACC) en la Propuesta 2023-A-12.